# Chaîne USARP
La chaîne USARP est une chaîne de montagnes située dans la chaîne Transantarctique, dans la terre Victoria en Antarctique. Elle culmine au Big Brother Bluff à 2 840 mètres d'altitude.

## Sommets principaux
- Big Brother Bluff, 2 840 m
- Butte Roberts, 2 830 m
- Mont Burnham, 2 810 m
- Frontier Mountain, 2 805 m
- Pic MacPherson, 2 290 m
- Pomerantz Tableland, 2 290 m
- Mont Gorton, 1 995 m

## Histoire
Elle est photographiée dans son ensemble par avion au cours de l'opération Highjump en 1946-1947 puis entièrement cartographiée par l'USGS en 1960-1963. Elle est nommée en l'honneur de l'United States Antarctic Research Program (USARP).